# Нитрат нептунила(V)
Нитрат нептунила(V) — неорганическое соединение,
оксосоль нептуния и азотной кислоты
с формулой NpO2NO3,
серые кристаллы,
растворяется в воде,
образует кристаллогидраты.

## Получение
- Добавление разбавленной азотной кислоты к свежеприготовленному гидроксиду нептуния(V):

{\displaystyle {\mathsf {NpO_{2}(OH)+HNO_{3}\ {\xrightarrow {}}\ NpO_{2}NO_{3}+H_{2}O}}}

## Физические свойства
Нитрат нептунила(V) образует серые гигроскопичные кристаллы.
Растворяется в воде.
Образует кристаллогидрат состава NpO2NO3•H2O.